# Hell's Kitchen
Pour les articles homonymes, voir Kitchen et Hell's Kitchen (homonymie).
 (juin 2016).
Si vous disposez d'ouvrages ou d'articles de référence ou si vous connaissez des sites web de qualité traitant du thème abordé ici, merci de compléter l'article en donnant les références utiles à sa vérifiabilité et en les liant à la section « Notes et références ».
Hell’s Kitchen (traduisible en français par « la cuisine de l’enfer », parfois aussi « la cuisine du diable ») est un quartier situé dans l'arrondissement de Manhattan à New York, délimité par les 34e et 59e rues, par la 8e avenue et l'Hudson River. Situé au nord de Chelsea et à l'ouest du Midtown, le quartier est également connu sous le nom de Clinton ou Midtown West.

## Origine du nom
On avait autrefois affublé de cette expression un quartier chaud du sud de Londres. On en trouve la première référence concernant New York dans l'édition du New York Times datée du 22 septembre 1881, dans le reportage d'un journaliste qui avait visité le quartier avec la police pour couvrir une affaire de meurtres multiples. Il parlait de « Hell's Kitchen » à propos d'un immeuble donnant sur la 39e rue et la 10e avenue et déclarait que « la zone tout entière était probablement la plus répugnante de toute la ville. »
Il existe d'autres explications possibles concernant l'origine de ce nom. Un policier vétéran, Dutch Fred The Cop, regardait avec son coéquipier débutant une émeute dans le quartier. Le jeune aurait déclaré : « Cet endroit est un enfer. » Ce à quoi Fred aurait répliqué : « L'enfer possède un climat tempéré. Ici, c'est la cuisine de l'enfer. » Il pourrait également s'agir de la déformation du nom d'un restaurant allemand, installé dans le quartier : « Heil's Kitchen », soit la « Cuisine du salut ».

## Clinton
Dans les dernières années[Quand ?], le quartier a été réhabilité et sa population a évolué vers des couches sociales supérieures, comme d'autres zones de Manhattan. En conséquence, son autre nom, Clinton, est devenu plus populaire. 
Le terme Clinton provient de DeWitt Clinton, maire de New York et gouverneur de l'État de New York, au XIXe siècle. Le quartier a été construit sur les terres de son ancienne ferme. On y trouve d'ailleurs un jardin public qui s'appelle DeWitt Clinton Park.

## Un quartier vivant
Hell's Kitchen est l'un des endroits préférés pour aller dîner en ville, que ce soit pour les touristes ou les New-Yorkais. Une des plus grandes animations de rue, la Ninth Avenue Association's International Food Festival, s'étend de la 37e à la 57e rue un week-end de la fin mai.

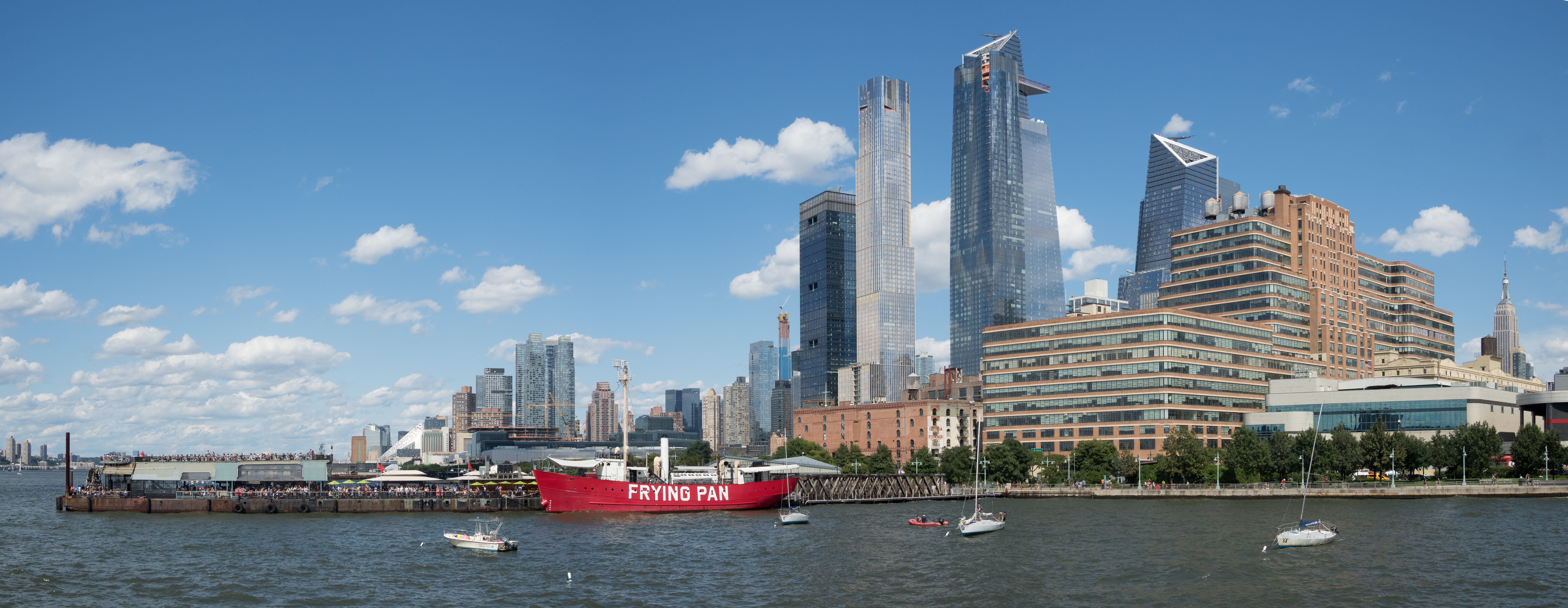
Les Hudson Yards, au sud-ouest du quartier de Hell's Kitchen, avec le Pier 66 (Quai 66) et le fleuve Hudson. De gauche à droite, le Jacob K. Javits Convention Center, le bateau phare Frying Pan, la Central Park Tower, 55 Hudson Yards, 35 Hudson Yards, 15 Hudson Yards, 30 Hudson Yards, 10 Hudson Yards et l'Empire State Building. Août 2019.

On trouve dans le quartier plusieurs studios de télévision ou d'enregistrement : le CBS Broadcast Center, le Black Entertainment Television's 106 & Park show, les Sony Music Studios et le Right Track Recording's Studio.
L'émission satirique de Comedy Central, le Daily Show avec Trevor Noah, est également enregistrée à Hell's Kitchen.

## Personnalités liées au quartier
- Le réalisateur américain Stanley Kramer est né à Hell's Kitchen.
- Le sculpteur Peter Agostini est né dans le quartier.
- Le catcheur Bully Ray est originaire du quartier.
- La chanteuse de hip-hop Lisa Velez est originaire du quartier et son album de 1991 s'appelle Straight Outta Hell's Kitchen.
- L'acteur de cinéma Sylvester Stallone a grandi dans ce quartier.
- La chanteuse et actrice Alicia Keys a grandi dans ce quartier.
- Battling Siki, boxeur sénégalais qui fut le premier Africain à devenir champion du monde de boxe à 25 ans, assassiné au pied d’un immeuble de la 41e rue.
- Timothée Chalamet, acteur franco-américain a grandi dans ce quartier.
- Le basketteur français Joakim Noah a grandi dans ce quartier

## Dans la culture populaire

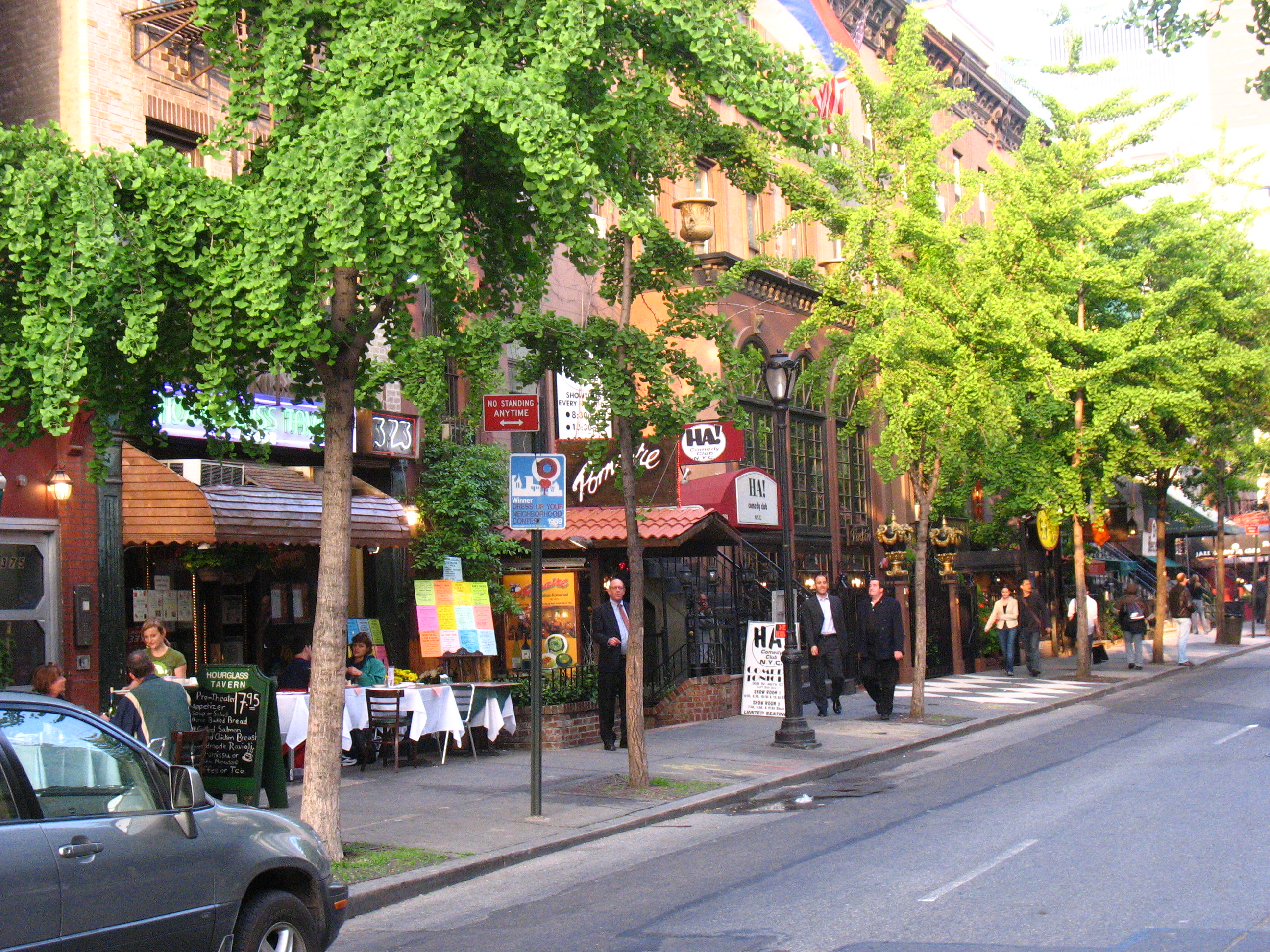
Restaurants de Hell's Kitchen.

Le quartier a fréquemment servi de décor ou de référence dans la culture populaire new-yorkaise et mondiale.

### Littérature
- Dans le roman American Psycho Patrick Bateman possède un appartement à Hell's Kitchen dans lequel il dissout les cadavres de ses victimes dans de la soude.
- Dans le roman The Seven Husbands of Evelyn Hugo l’enfance d’Evelyn Hugo au côté de son père se déroule à Hell’s Kitchen
- Dans le roman Le Parrain de Mario Puzo, le jeune Vito Corleone habite à Hell's Kitchen, dans un appartement de la 10e avenue, près de la 35e rue.
- Dans le roman de Ayn Rand, La Source vive, un des principaux personnages, Gail Wynand, a passé sa jeunesse à Hell's Kitchen.
- Matthew Scudder, le personnage principal d'une série de romans policiers de Lawrence Block, vit à Hell's Kitchen.
- Le personnage de comics Nick Fury est né et a grandi à Hell's Kitchen.
- Le personnage de comics Daredevil combat le crime dans Hell's Kitchen.
- Le personnage de comics  Marvel Jessica Jones habite à Hell's Kitchen.
- Hell's Kitchen est le titre d'un manga sur la cuisine.

### Cinéma
- Hell's Kitchen est le titre d'un film de 1939, avec Ronald Reagan et des membres du Dead End Kids (en).
- La Taverne de l'enfer, film de Sylvester Stallone (1978), voit son action se dérouler entièrement à Hell's Kitchen.
- Les Anges de la nuit (1990) avec Sean Penn, Ed Harris et Gary Oldman se passe à Hell's Kitchen.
- Le film Sleepers (1996) se passe presque intégralement dans ce quartier.
- L'action de À tombeau ouvert (Bringing Out the Dead) de 1999, de Martin Scorsese se passe à Hell's Kitchen.
- Dans le film Constantine (2005), le héros joué par Keanu Reeves a grandi à Hell's Kitchen.
- Dans le film La Rage au ventre (2015), le personnage Billy Hope interprété par Jake Gyllenhaal et sa femme Maureen Hope interprétée par Rachel McAdams ont grandi dans un orphelinat à Hell's Kitchen.
- Les Baronnes (2019) film de Andrea Berloff, se déroule principalement à Hell's Kitchen (considéré comme le quartier de Manhattan où les Irlandais « font la loi »).

### Télévision
- Dans la série télévisée américaine Law and Order (La Loi et l'Ordre au Québec, New York, Police criminelle en France), lors des saisons où figurent le comédien Jerry Orbach (1992-2004), le vieux détective Lennie Briscoe ne manque pas une occasion de relater sa vie de jeunesse dans ce quartier de New York. Jerry Orbach était réellement un résident de Hell's Kitchen.
- Hell's Kitchen est aussi le titre d'une émission de télévision présentée par le célèbre cuisinier Gordon Ramsay, de type télé-réalité où deux équipes de cuisiniers dans lesquelles chaque membre désirant devenir chef s'affrontent.
- Dans la série de Netflix, Daredevil, le justicier et avocat Matthew Murdock combat la criminalité dans Hell's Kitchen. Il y réside également.
- Dans la série de Netflix, Jessica Jones, la plupart des épisodes de la série se déroulent à Hell's Kitchen.

### Musique
- Hell's Kitchen est le titre d'un morceau instrumental du groupe Dream Theater dans l'album Falling into Infinity.
- Hell's Kitchen est le nom d'un groupe de blues suisse (Genève).
- Hell's Kitchen est le nom de la sixième mixtape du rappeur américain Red Café.
- Hell's Kitchen est le nom d'un album du groupe de jazz Jazzkantine sur lequel ils reprennent des tubes de groupes de rock (AC/DC, Metallica, etc.).
- La chanson New York City du groupe de rock anglais The Cult, fait référence à ce quartier.
- La chanson Thunder on the Mountain de Bob Dylan fait référence à la naissance d'Alicia Keys à Hell's Kitchen.
- Dans le titre Black Cow qui ouvre le disque de Steely Dan Aja sorti en 1977, Donald Fagen chante « In the corner of my eyes/I saw you in Rudy's/you were very high » : Rudy's est un bar de Hell's Kitchen, situé sur la neuvième avenue entre les 44e et 45e rues[1].
- Hell's Kitchen est le deuxième titre de l'album Louanges de Stephan Eicher.
- Hells Kitchen est le titre d'un morceau de SCH, le quinzième titre de son sixième album studio, JVLIVS Prequel : Giulio. Ce titre contient plusieurs références au cinéma de gangster américain, y compris au film "le Parrain".

### Jeu vidéo
- Le jeu vidéo Deus Ex présente une vision futuriste (et très sombre) du Hell's Kitchen de 2052.
- Dans le jeu vidéo Alone in the Dark 2, l'aventure se passe la plupart du temps dans une demeure dénommée Hell's Kitchen.
- Dans le jeu vidéo Max Payne, le personnage de Max Payne est un policier du quartier de Hell's Kitchen.
- Dans le jeu vidéo The Division qui se passe à New York, le quartier est partiellement modélisé.
- Le quartier est reproduit, avec d'autres quartiers emblématiques de la ville dans le jeu vidéo Marvel's Spider-Man